# Comuna Kolan, Zadar
Kolan este o comună în cantonul Zadar, Croația, având o populație de 791 de locuitori (2011).

## Demografie
Componența etnică a comunei Kolan
     Croați (97,98%)
     Necunoscut (0,13%)
     Neclasificat (1,52%)
Componența confesională a comunei Kolan
     Catolici (96,71%)
     Necunoscută (0,88%)
     Alte religii (2,4%)
Conform recensământului din 2011, comuna Kolan avea 791 de locuitori. Din punct de vedere etnic, majoritatea locuitorilor (97,98%) erau croați. Apartenența etnică nu este cunoscută în cazul a 0,13% din locuitori. Din punct de vedere confesional, majoritatea locuitorilor (96,71%) erau catolici. Pentru 0,88% din locuitori nu este cunoscută apartenența confesională.